# Équipe d'Algérie de football en 1959
L'équipe du FLN de football est entraînée en 1959 par Mohamed Boumezrag.

## Matchs
| Date             | Stade, Ville, Pays                            | Adversaire       | Score | Comp | Buteurs algériens |
| 25 février 1959  | ? Bagdad, Irak                                | Irak             | 0 - 3 | A    |                   |
| ??mars 1959      | Stade Chedly-Zouiten Tunis, Tunisie           | Tunisie          | 4 - 0 | A    |                   |
| 20 mai 1959      | Stade national Vassil-Levski Sofia , Bulgarie | Bulgarie         | 3 - 4 | A    |                   |
| 20 mai 1959      | ? Moscou , Union Soviétique                   | Union soviétique | 0 - 6 | A    |                   |
| 8 octobre 1959   | Stade Mohammed-V Casablanca, Maroc            | Maroc            | 0 - 8 | A    |                   |
| 8 novembre 1959  | Stade Hàng Đẫy Hà Nội, Nord-Viêt Nam          | Viêt Nam         | 1 - 5 | A    |                   |
| 22 novembre 1959 | Stade Hàng Đẫy Hà Nội, Nord-Viêt Nam          | Viêt Nam         | 5 - 0 | A    |                   |

Légende: A : Match amical

### Bilan
| Équipe  | J | G | N | P |
| ------- | - | - | - | - |
| Algérie | 7 | 6 | 0 | 1 |